# Annette Obrestad
Annette Obrestad (* 18. září 1988) je norská pokerová hráčka. Je nejmladším člověkem, kterému se kdy podařilo vyhrát turnaj na World Series of Poker.

## Pokerová kariéra

### Online poker
Annette Obrestad začala hrát online poker v 15 letech, kdy používala přezdívku „Annette_15“. Začínala na neplacených freerollech, přes které se vypracovala až na nejvyšší turnaje.
V červenci 2007 demonstrovala sílu poziční hry a sledování návyků soupeře na čtyřdolarovém turnaji pro 180 lidí. Tento turnaj vyhrála i přes to, že se celou dobu nedívala na své karty a hrála pouze podle pozice a soupeřů.
V květnu 2010 podepsala smlouvu s hernou Full Tilt Poker a stala se součástí jejich týmu.

### World Series of Poker Europe
17. září 2007 vyhrála Annette Obrestad Main event World Series of Poker Europe, a stala se tak nejmladším hráčem, kterému se podařilo získat náramek ze série World Series of Poker. Stalo se tak den před jejími devatenáctými narozeninami. Tento rekord nemůže být překonán v klasických turnajích WSOP ve Vegas, protože vstup do tamějších kasín a tím pádem i turnajů je povolen až od 21 let.
Výhra v jejím vítězném turnaji WSOPE činila jeden milion liber.